# Toca-discos
Toca-discos (português brasileiro) ou gira-discos (português europeu) é um aparelho eletrônico ou aparelho de som para tocar discos de vinil. Consiste de uma base que acomoda o prato circular, que gira no sentido horário acionado por um motor elétrico, com um pino central onde se deposita ou encaixa o disco (uma espécie de "ferro" no caso de ser um modelo automático); à direita existe um braço pivotante contendo, na extremidade, uma cápsula fonocaptora e agulha para se fazer a leitura dos microssulcos do vinil. Para se ouvir o disco, desde o início, a agulha é colocada na borda externa do disco. As velocidades de rotação do prato podem ser de 16, 33 e 1/3, 45 ou 78 RPM, dependendo do modelo do toca-discos e do disco que será tocado.

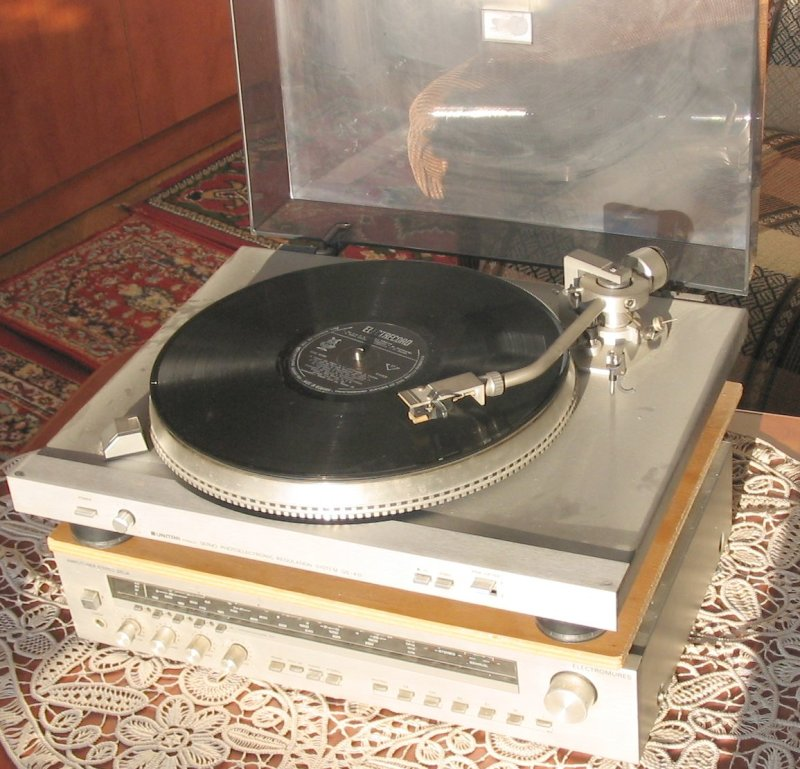
Modelo romeno de um toca-discos

No auge do LP vários fabricantes colocaram no mercado muitos modelos, alguns bem simples, sem recursos e outros muito sofisticados, com variados recursos para audição de alta fidelidade, tais como ajuste fino da velocidade por meio de marcação estroboscópica, braços precisos, leves, com vários ajustes e equipados com cápsulas de excelente qualidade
Um item muito importante é a cápsula fonocaptora e a agulha. Os toca-discos mais simples possuem cápsulas de pouco desempenho, enquanto que os toca-discos de alta fidelidade possuem cápsulas com excelente desempenho e com resposta de frequência superior, fazendo uso de agulhas elípticas que melhor se ajustam aos sulcos do vinil, permitindo uma leitura mais precisa e resultando em reprodução sonora superior.

## Base do toca-discos

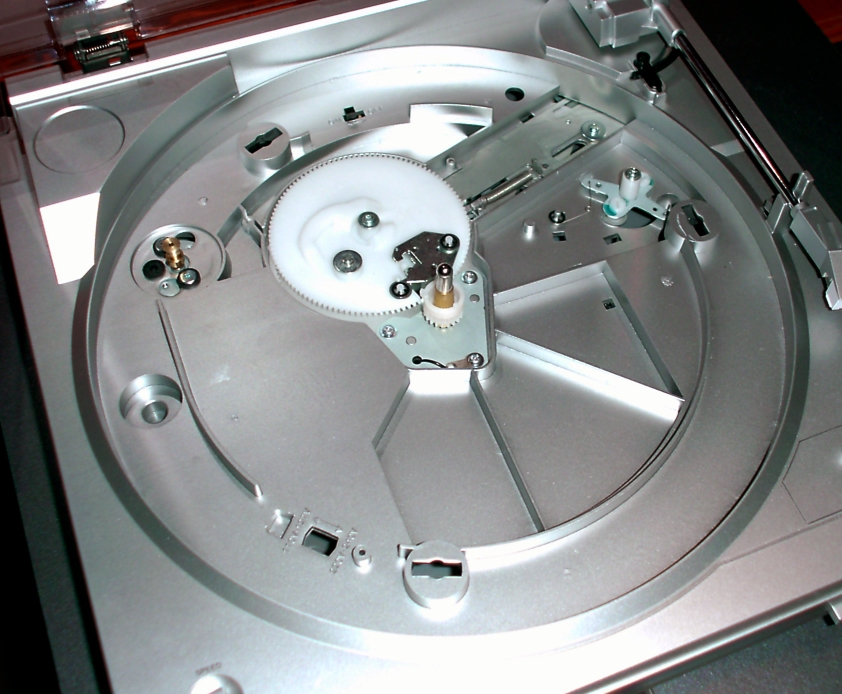

A função da base do toca-discos é servir de sustentação para os demais elementos. Geralmente possui uma tampa acrílica basculante para proteção contra poeira e pés antirressonantes. A base geralmente é fabricada em madeira revestida ou pintada, mas utilizam-se diversos materiais, tais como plástico, vidro e acrílico. Ela deve ser perfeitamente plana e nivelada, para não afetar a correta leitura do disco.
O tipo de montagem da base pode ser inteiriça, ou sobre uma segunda base chamada de plinth, que a separa da primeira. Essa separação algumas vezes é feita através de molas que têm a função de absorver vibrações que podem ser transmitidas à base de sustentação para evitar um efeito conhecido como realimentação acústica.

## Prato/Motor

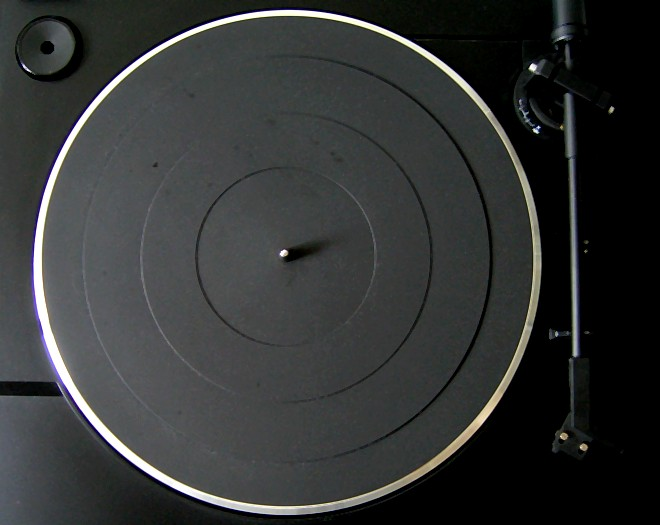

O prato tem a função de acomodar e girar o disco de vinil no sentido horário e na rotação em que foi gravado, para que o conjunto braço/cápsula/agulha possa trilhá-lo e ler as informações sonoras nele armazenadas. Aparentemente é algo simples de ser feito, mas o tipo de tração utilizado é muito importante para que a rotação seja correta e constante, além do que esse mecanismo deve ser o mais silencioso possível pois a cápsula capta não só as vibrações dos sulcos do vinil, como também as vibrações do conjunto Prato/motor.

### Tipos de tração
Existem três sistemas de tração, que fazem girar o prato: Por polia, correia ou acionamento direto.
Polia (Idler-wheel)
O sistema de polia consiste basicamente de uma polia de borracha ligada ao eixo do motor, que em contato com o prato o faz girar. É um sistema barato mas que pode ocasionar ruídos perceptíveis na audição ("rumble"). Desse modo é muito utilizado em toca discos mais simples e baratos, ou nos mais antigos. No entanto, há aparelhos cuja construção reduz muito esse ruído, como os Garrard 401, muito usados profissionalmente a partir do final da década de 1960. Atualmente um aparelho de referência que usa esse sistema é o Garrard 501.
Correia (Belt-drive)

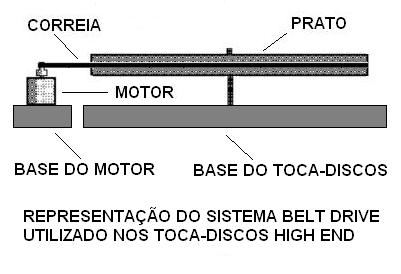

O segundo utiliza uma correia de borracha que abraça o eixo do motor e o prato. É um sistema normalmente muito silencioso, preferido por muitos audiófilos em toca-discos High End, especialmente pelo fato de este sistema de tração transmitir menos emissões eletromagnéticas que possam ser captadas pela cápsula fonocaptora.
Tração Direta (Direct-drive)
No terceiro sistema o próprio eixo do motor é o eixo do prato. É considerado o melhor de todos pelos DJs, devido ao alto torque que esse sistema proporciona, porém é o mais caro e o mais difícil de ser construído, pois utiliza motor mais elaborado e circuitos eletrônicos para regular a rotação do Prato. Algumas cápsulas fonocaptoras podem eventualmente captar algum ruído (conhecido como "hum", normalmente de 50Hz ou 60Hz) proveniente das emissões eletromagnéticas desse sistema.

### Controle de velocidade
O sistema estroboscópico é um indicador por meio do qual o prato, na correta rotação, é mostrado aparentemente estacionário, quando iluminado por uma luz em certa frequência, 50 ou 60 hertz. Isso é possível através de uma faixa de pontos ou marcações em torno de suas bordas ou sobre os mesmos, iluminada por uma lâmpada néon ou um led que emite luz através de pulsos controlados por um circuito especial. Quando a velocidade do prato estiver ajustada corretamente em 33 e 1/3, por exemplo, os pontos parecem estacionados.

## Braço

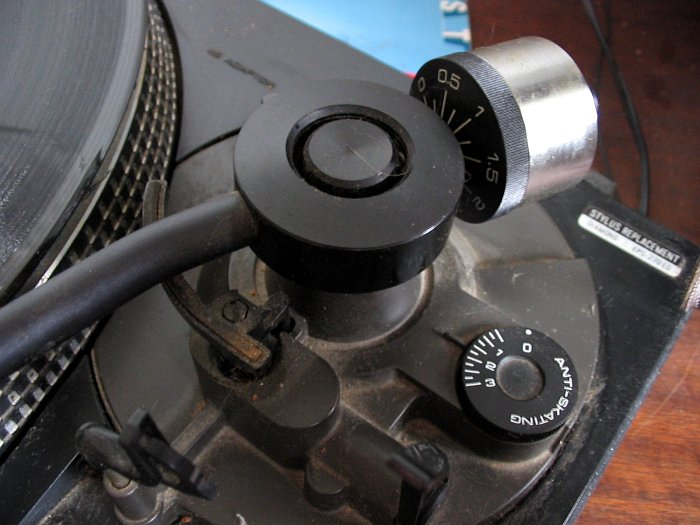

A função do braço é servir de suporte para que a cápsula fonocaptora e sua agulha trilhem os microssulcos do disco. No braço dos toca-discos ficam, entre outros, o sistema de lift, os ajustes de forca antirresvalo, pressão da agulha e o cabeçote ou Shell, que serve de suporte e ajuste para a cápsula fonocaptora. O braço também é muito importante, pois ajuda a conduzir corretamente a cápsula em seu trajeto pelo sulco. Existem braços automáticos que descem automaticamente no início dos discos e voltam a sua posição de repouso ao término do mesmo. Braços manuais devem ser inseridos e retirados manualmente do disco.

### Tipos de braços
Braço Equilibrado Dinamicamente
Tipo de braço onde as massas são equilibradas com uma força de rastreio aplicada por uma mola.
Braço Equilibrado Estaticamente
As massas são inicialmente equilibradas, para o posterior reequilíbrio, com um peso determinado, por meio de uma massa concêntrica ao braço.
Braço Tangencial (Radial Tonearm)
Este tipo de braço trilha o disco de vinil tangencialmente, para que não haja erro de rastreio.

### Sistemas de regulagens dos braços
Sistema de lift é uma alavanca com sistema de amortecimento viscoso que permite subir e abaixar o braço suavemente no disco, evitando danos ao disco e agulha.
Erro de Rastreio é o ângulo formado pela linha que passa pelo eixo da cápsula fonocaptora com a tangente ao sulco do disco no ponto de contato da agulha com o disco. É decorrente do emprego de braços pivotados nos toca-discos analógicos. Existem gabaritos que minimizam esse erro, sendo que esse erro é zero nos braços tangenciais.
A Pressão da Agulha ou Força de Rastreio ou Tracking Force é a força vertical (em gramas) exercida pela agulha sobre o sulco do disco e varia conforme o modelo e tipo de cápsula. Deve ser elevada o suficiente para manter o contato da agulha com o sulco durante todo o rastreio. Um valor baixo ou mais elevado aumentará o desgaste do disco. Muitas cápsulas operam melhor na metade superior de suas faixas de pressão recomendadas. Esse ajuste é obtido no braço através de um sistema de contrapeso graduado em gramas.
Anti-Resvalo ou Anti-Skating é um dispositivo do braço que tem por finalidade aplicar uma pequena força mecânica no eixo do mesmo, de forma a equilibrar a força centrífuga que surge pela rotação do prato e tende a fazer a agulha trilhar mais o lado interno do sulco do disco, que equivale ao canal esquerdo. Essa força pode ser mecânica, através de mola ou contrapeso e magnética, através de ímãs.
A cápsula fonocaptora ou fonográfica e sua agulha, instalada na ponta do braço do toca-discos,  tem a função de extrair as informações sonoras gravadas nos discos de vinil. Trata-se de um transdutor eletromecânico miniatura que converte a energia mecânica (produzida pela fricção da agulha percorrendo os microssulcos sinuosos impressos na superfície dos discos de vinil) em energia elétrica que depois é amplificada e finalmente convertida em energia sonora pelos alto-falantes (transdutor eletroacústico) das caixas acústicas. Os toca-discos mais simples possuem cápsulas de pouco desempenho, enquanto que os toca-discos de alta fidelidade possuem cápsulas com excelente desempenho e com resposta de frequência superior, fazendo uso de agulhas que melhor se ajustam aos sulcos do vinil, permitindo uma leitura mais precisa e resultando em reprodução sonora superior. Ou seja, a qualidade da informação que produz é fator determinante para que os outros aparelhos de som reproduzam da melhor forma possível o som gravado no LP.

### Tipos de cápsulas
Cápsula Cerâmica
Modelo mais simples de cápsula, onde a captação de cada canal é realizada por uma pequena lâmina piezoelétrica (cerâmica). Geralmente tem uma faixa de frequência de resposta mais limitada (100 Hz - 10 kHz). Oferece tensão de saída relativamente alta, entre 100 mV e 250 mV ou até mais.
Cápsula Magnética ou de Relutância Variável (Induced Magnet)
O ímã e a bobina são fixos num suporte. As vibrações são transmitidas a uma pequena lâmina que, ao vibrar, corta as linhas do campo magnético do ímã variando a indução sobre a bobina, acarretando a circulação de uma corrente e o sinal de áudio. A tensão de saída dessas cápsulas geralmente fica entre 2,5mV e 7mV.
Cápsula Magnetodinâmica (Moving Magnet)
Onde o ímã é móvel e a bobina é fixa. Os movimentos, a partir das vibrações captadas pela agulha ao percorrer o microssulco do disco de vinil, são transmitidas ao ímã, que movimentando-se, faz variar a indução de seu campo magnético sobre a bobina, criando uma corrente elétrica através desta e originando o sinal de áudio. Fornece tensão de saída similar às de Relutância Variável, ou seja, entre 2,5mV e 7mV.
Cápsula Dinâmica (Moving Coil) O ímã é fixo e a bobina é móvel. A bobina, movimentando-se dentro do campo magnético do ímã, provoca a circulação de uma corrente elétrica através da bobina, originando o sinal de áudio. Aqui a tensão de saída fica entre 0,4mV e 2mV. Há cápsulas do tipo MC chamadas de “high output” ou “high energy”, em que a tensão de saída é algo entre 1,5mV e 2,5mV, mas além de raras são relativamente pesadas já que esse acréscimo na tensão de saída é obtido através do aumento do tamanho das bobinas.
As três últimas cápsulas, magnéticas, reproduzem muito bem frequências entre 20Hz e 20.000Hz, e há as que chegam a reproduzir com qualidade as frequências entre 5Hz e 50.000Hz.

### Agulha
As agulhas dos toca-discos são feitas de um material bem duro, como a safira ou diamante e recebem um tratamento para que sua superfície fique extremamente lisa. No caso de discos estéreo, as laterais da agulha apoiam-se nas laterais do sulco. Quando a agulha fica gasta, ela adquire faces pontiagudas que destroem facilmente os sulcos do disco e precisam ser substituídas.

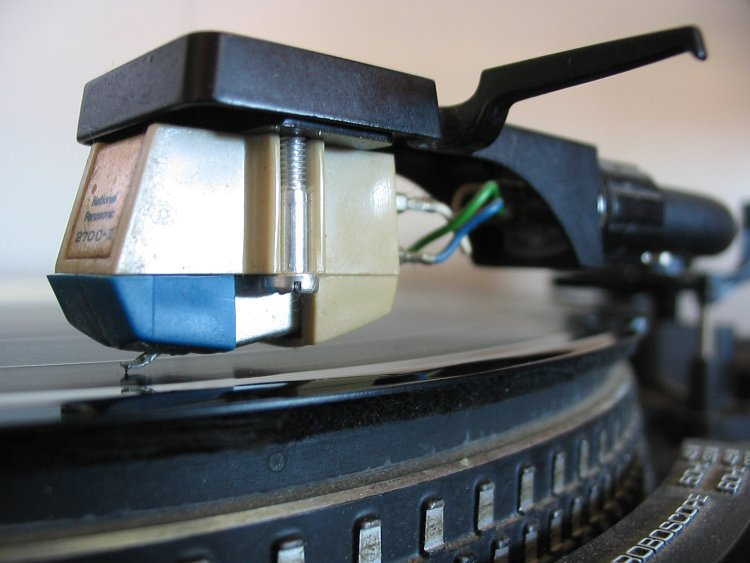

Além de lisa, a agulha é muito leve e pequena. Ela é montada no cantiléver, uma pequena e leve haste metálica presa a um suporte de borracha bem macia. Esse mecanismo permite que a agulha percorra a trilha do sulco sem danificá-lo.

### Tipos de agulhas
Agulha Cônica ou esférica (Conical, Spherical)
Agulha fonocaptora de secção transversal circular.
Agulha Elíptica ou Birradial
De seção transversal semelhante a uma elipse, que emprega dois raios de circunferência diferentes.
Existem ainda vários outros tipos de agulhas especiais, feitas com o objetivo de enfatizar certas características de captação das paredes dos sulcos dos discos, como as agulhas Line-Contact, Stereohedron ou Shibata.
Agulhas para discos estéreo são mais finas do que agulhas para discos mono, não sendo portanto recomendadas para discos mono sob pena de desgaste prematuro da mesma.
Agulhas para discos mono, por sua vez, podem não trilhar corretamente discos estéreo, podendo inclusive danificá-los.

### Cápsula fonocapadora
Na década de 60 foi introduzido um conjunto que consistia de uma cápsula fonocaptora especial (agulha) que, amparada de discos em vinil especiais e aparelhagem própria, permitia reproduzir sons quadrafônicos.
Devido ao alto custo de produção e da aparelhagem necessária aos ouvintes, além de problemas de compatibilidade entre um sistema quadrafônico e outro, pouquíssimos títulos de LP foram lançados em quadrifonia permanecendo atualmente em quase esquecimento. Um dos títulos mais conhecidos lançados com o recurso de quadrifonia é uma edição especial do The Dark Side of the Moon da banda Pink Floyd.

## Analógico versus digital
O CD tomou o lugar de destaque do disco de vinil e consequentemente o toca-discos caiu em desuso. O CD teve ampla aceitação devido sua praticidade, tamanho reduzido e som livre de chiados. O disco de vinil é de manuseio difícil e delicado, mas a sonoridade do vinil para alguns entusiastas desta mídia seria superior à do CD. Testes "cegos" [carece de fontes?] onde ouvintes escutam CD e LP sem saber qual é qual, mostram que a maioria dos ouvintes [parcial?] preferem o som do LP. Mas o vinil retornou em 2009, já que é a única mídia que não pode ser falsificada, no entanto há como ser copiado artesanalmente.